# Baltasar Brum
Baltasar Brum Rodríguez (Salto, 18 giugno 1883 – Montevideo, 31 marzo 1933) è stato un avvocato e politico uruguaiano.
È stato Presidente dell'Uruguay dal 1º marzo 1919 al 1º marzo 1923.